# Parrocchia di Saint Paul (Dominica)
La parrocchia di Saint Paul si trova nella parte occidentale dell'isola di Dominica e conta 8.397 abitanti.
Confina a nord con Saint Joseph, a est con Saint David e a sud con Saint George.

## Località
Il capoluogo è Pont Cassé, con 702 abitanti. Tra le altre località ci sono:
- Canefield
- Mahaut
- Massacre
- Cochrane
- Springfield Estate